# دوري تونغا لكرة القدم 2011–12
دوري تونغا لكرة القدم 2011–12 هو موسم من دوري تونغا لكرة القدم. فاز فيه Lotohaʻapai United ‏.